# Нора Рита Норита
Но́ра Ри́та Нори́та (англ. Nora Rita Norita) — персонаж из мультсериала «Озорные анимашки» (2020), новый генеральный директор (CEO) Warner Bros., сменившая на этой должности Тадеуша Плотса.

## Характеристика
Латиноамериканка. В отличие от своего предшественника, Нора серьёзна и сурова. Она несколько эгоистична, так как она «идёт по головам и не протягивает руку» (это становится понятно после того, как Дот предлагает стать её преемницей). Рита издевается над Уорнерами, когда впервые с ними сталкивается, ехидно указывая на то, что они из 1990-х годов и отстали от жизни с появлением новых технологий, таких как дрон, планшет и прочих. В отличие от Плотса, более пассивно относится к Уорнерам и часто игнорирует их выходки, однако так же вспыльчива.
Мэтт Моррисон из Screen Rant описывает Нору Риту Нориту следующим образом: «Безжалостная, серьёзная руководительница, Нора с радостью не терпит дураков и является именно той авторитетной фигурой, которую Уорнеры любят мучить».
Конде Наст из The New Yorker называет Нориту «коричневой хиппи-электростанцией с микро- и макро-дозировками, которая играет по корпоративной феминистской пьесе».

## Появления
Нора Рита Норита, имя которой впервые появилось в титрах, время от времени появляется в скетчах-пародиях в качестве второстепенного персонажа, особенно в «старинных» сюжетах.
В первом эпизоде Уорнеры, спустя 22 года заточения в водонапорной башне, идут к генеральному директору Warner Bros., которым оказывается Нора Рита Норита, а не мистер Плотс. Дот рада, что компанию теперь возглавляет женщина. Норита уже знает о них из Интернета. Уорнеры озадачены планшетом, и гендиректор говорит, что он содержит «все человеческие знания». Якко думает, что это что-то съестное, и решает употребить его в пищу. Информация из планшета загружается в Якко, и Уорнеры поют песню о том, что они пропустили за последние 22 года.
В Bun Control (4-й эпизод) она говорит Уорнерам, что ими купленные и размноженные за одну ночь кролики, остались в водонапорной башне, Норита утверждает, что право на владение ими закреплено в Конституции.
В Who Donut (8-й эпизод) Норита занимается тренировкой во время своего делового звонка. На вопрос от пришедших к ней Уорнеров, украла ли она пончики, она истерически смеётся, говоря, что не брала их, и рвёт на себе волосы.
Появлялась в The Cutening (6-й эпизод 1 сезона), Please Submit, The Flawed Couple и The Hamburger Tickler (15-й эпизод 2 сезона), My Super Sour Sixteen (17-й эпизод), Yakko Amakko (20-й эпизод), Wakkiver Twist Part Two (21-й эпизод).
В 26 эпизоде 2 сезона (23 and WB) Уорнеры прошли онлайн-тест ДНК. Результаты показали, что они являются давно потерянными кузенами Норы Риты Нориты. Это привело к тому, что троица сорвала воссоединение семьи Нориты, где Уорнеры сразу же расположили к себе её прабабушку Флору Дору Нориту, которая также была генеральным директором материнской компании Mucho Telefono. Последовали шутки, когда Флора заставила свою семью пройти через ряд испытаний, чтобы стать наследницей своей «империи», таких как починка её компьютера, приготовление правильного торта и просмотр всех её старых фотоальбомов вместе с ней. Уорнеры легко стали явными победителями, поскольку Нора Рита Норита, её едкие сестры и избалованная дочь были устранены одна за другой, а Якко, Вакко и Дот было обещано состояние Флоры Доры Нориты. Впоследствии прибыл учёный, чтобы сообщить невероятное открытие в последнюю минуту, что результаты Уорнеров из лаборатории были перепутаны с чьими-то ещё. Личность истинного потерянного двоюродного брата семьи Нориты была быстро раскрыта, когда охранник Ральф, обычно преследовавший Уорнеров, прибыл с гирей, которую Нора Рита Норита послала ему забрать ранее в эпизоде. Флорадора Норита сразу узнала Ральфа, который, по её словам, был точной копией её любимого, давно потерянного брата Ральфонозо. Вскоре Ральф был назначен председателем совета директоров Warner Bros. и нежился в бассейне сказочного особняка вместе с Флорой. Незадачливая Нора Рита Норита застряла на производстве фильмов, основанных на маловероятных сочетаниях двух любимых вещей Ральфа: супергероев DC Comics и еды.